# К2 (Канада)
K2 е връх в Канада, щата Албърта.
Намиращсе в горната част на долината на река Алтхабаска на националния парк Джеспер, на 1 км източно от връх Китченер. 
Наименуван е през 1938 г. от Рекс Гипсон (бивш президент на алпийския клуб на Канада), за да го свърже като продължение на връх Кичънър, а не с връх К2 в планината Каракорум в Пакистан.